# Boxeo en los Juegos Panafricanos
El Boxeo en los Juegos Panafricanos es un evento deportivo que fue inaugurado en la edición de 1965 en la República del Congo, el cual se disputa cada 4 años y se ha disputado en todas las ediciones de los juegos desde entonces.

## Ediciones anteriores
| Edición | Año  | País Sede           |
| ------- | ---- | ------------------- |
| I       | 1965 | República del Congo |
| II      | 1973 | Nigeria             |
| III     | 1978 | Argelia             |
| IV      | 1987 | Kenia               |
| V       | 1991 | Egipto              |
| VI      | 1995 | Zimbabue            |
| VII     | 1999 | Sudáfrica           |
| VIII    | 2003 | Nigeria             |
| IX      | 2007 | Argelia             |
| X       | 2011 | Mozambique          |
| XI      | 2015 | República del Congo |

## Medallero
| #     | País                            | Oro | Plata | Bronce | Total |
| ----- | ------------------------------- | --- | ----- | ------ | ----- |
| 1     | Argelia                         | 21  | 18    | 13     | 52    |
| 2     | Kenia                           | 18  | 10    | 11     | 39    |
| 3     | Nigeria                         | 18  | 17    | 9      | 44    |
| 4     | Egipto                          | 16  | 10    | 12     | 38    |
| 5     | Túnez                           | 11  | 8     | 9      | 28    |
| 6     | Uganda                          | 8   | 7     | 7      | 22    |
| 7     | Mauricio                        | 5   | 2     | 3      | 10    |
| 8     | Zambia                          | 5   | 1     | 6      | 12    |
| 9     | Ghana                           | 4   | 10    | 9      | 23    |
| 10    | Camerún                         | 4   | 2     | 15     | 21    |
| 11    | Tanzania                        | 2   | 6     | 4      | 12    |
| 12    | Sudáfrica                       | 2   | 3     | 9      | 14    |
| 13    | Guinea                          | 2   | 0     | 1      | 3     |
| 14    | Etiopía                         | 1   | 4     | 4      | 9     |
| 15    | Namibia                         | 1   | 4     | 2      | 7     |
| 16    | República Democrática del Congo | 1   | 3     | 3      | 7     |
| 17    | Madagascar                      | 1   | 2     | 2      | 5     |
| 18    | Botsuana                        | 1   | 1     | 2      | 4     |
| 18    | República del Congo             | 1   | 1     | 2      | 4     |
| 20    | Sudán                           | 1   | 1     | 0      | 2     |
| 21    | Senegal                         | 1   | 0     | 1      | 2     |
| 22    | Níger                           | 0   | 2     | 0      | 2     |
| 23    | Marruecos                       | 0   | 1     | 2      | 3     |
| 24    | Zimbabue                        | 0   | 1     | 1      | 2     |
| 25    | Burkina Faso                    | 0   | 1     | 0      | 1     |
| 25    | Seychelles                      | 0   | 1     | 0      | 1     |
| 25    | Togo                            | 0   | 1     | 0      | 1     |
| 28    | Gabón                           | 0   | 0     | 5      | 5     |
| 29    | Lesoto                          | 0   | 0     | 4      | 4     |
| 30    | Benín                           | 0   | 0     | 2      | 2     |
| 30    | Libia                           | 0   | 0     | 2      | 2     |
| 30    | Mozambique                      | 0   | 0     | 2      | 2     |
| 30    | Angola                          | 0   | 0     | 2      | 2     |
| 34    | Burundi                         | 0   | 0     | 1      | 1     |
| 34    | República Centroafricana        | 0   | 0     | 1      | 1     |
| 34    | Etiopía                         | 0   | 0     | 1      | 1     |
| Total | Total                           | 111 | 104   | 121    | 336   |